# Combretum wallichii
Combretum wallichii är en tvåhjärtbladig växtart som beskrevs av Dc.. Combretum wallichii ingår i släktet Combretum och familjen Combretaceae.

## Underarter
Arten delas in i följande underarter:
- C. w. deciduum
- C. w. flagrocarpum
- C. w. porterianum
- C. w. pubinerve